# Makoto Oda
Makoto Oda (japanisch 小田 実, Oda Makoto; * 2. Juni 1932 in Osaka; † 30. Juli 2007) war ein japanischer Schriftsteller.

## Leben und Werk
Oda erlebte im Alter von 13 Jahren mit der Bombardierung seiner Heimatstadt Osaka, die sich einen Tag vor der Kapitulation Japans zutrug, die Absurdität und Grausamkeit des Krieges. Dieses Erlebnis prägte seine Haltung als Schriftsteller und Aktivist. Oda verfasste seinen ersten Roman bereits während seiner Oberschulzeit 1951 (Asatte no shuki). Ab 1952 studierte er Altgriechisch an der Universität Tokio und nach Abschluss des Studienaufenthaltes arbeitete er als Englischlehrer. 1958 erhielt er ein Fulbright-Stipendium für einen Aufenthalt an der Harvard-Universität. Er reiste in dieser Zeit durch die USA, Kanada, Mexiko und Indien. Sein Reisebericht Nande mo mite yarō. Sekai ichinen ichidoru ryokō (Alles werde ich mir anschauen: Eine ein Dollar-pro-Tag-Weltreise) erschien 1961. Es wurde ein Bestseller mit dem Oda sich als Schriftsteller etablierte.
Im Folgejahr erschien sein Roman Amerika. Zugleich wurde Oda in der Friedensbewegung aktiv und gründete u. a. mit Shunsuke Tsurumi und Takeshi Kaikō 1965 die League of Citizens' Movements for Peace in Vietnam (ベトナムに平和を!市民連合, kurz: Beheiren), die teils im Untergrund gegen amerikanische Militäreinrichtungen in Japan arbeitete und amerikanische Deserteure des Vietnamkriegs unterstützte. Außerdem verfasste er Essays über das moderne Bürgertum und sein Verhältnis zur Macht am Beispiel des Verhältnisses von Japan und den USA und des Vietnamkrieges.
Nach der Auflösung von Beheiren veröffentlichte Oda Son Mi, eine Übersetzung von Seymour Hershs My Lai 4: A Report of the Massacre and his Aftermath. 1981 erschien als sein bedeutendstes Werk sein großer Roman Hiroshima, in dem er erneut seine Themen des Verhältnisses von Individuum, Gesellschaft und (totaler) Macht, Opfern und Tätern, Siegern und Besiegten reflektierte. Von 1985 an hielt sich Oda als Stipendiat des DAAD in Westberlin auf, wo er an der Gründung des „Deutsch-Japanischen Friedensforums Berlin e. V.“ mitwirkte.
1995 erlebte Oda das Erdbeben von Kōbe, das neben den Kriegserlebnissen in seiner Kindheit eine weitere einschneidende Erfahrung war.
Im Sommer 2004 gründete er mit acht weiteren Intellektuellen den „Verein für den Verfassungsartikel 9“ (九条の会). Da die Bedeutung des Artikels 9, der Japans Verzicht auf ein Recht auf Krieg festschreibt, nicht mehr gebührend gewährleistet sei, müssten die Bürger sich nun selbst seines Wertes und des Friedens versichern.
Oda Maktoto starb 2007 im Alter von 75 Jahren in einem Krankenhaus in Tokyo an Magenkrebs.

## Werke (Auswahl)
- Gyokusai. (玉砕), 1998
  - Gyokusai: Japans Helden sterben schön. übersetzt von Michaela Manke. Hans Schiler Verlag, Berlin/Tübingen 2010, ISBN 978-3-89930-324-7.
- Der Kommandeur. übersetzt von Siegfried Schaarschmidt. In: Brief aus der Wüste und andere Prosa und Lyrik zeitgenössischer japanischer Autoren. Ostasien-Verlag, Berlin 1985, ISBN 3-89036-302-4.